# Edotia sublittoralis
Edotia sublittoralis är en kräftdjursart som beskrevs av Menzies och Barnard 1959. Edotia sublittoralis ingår i släktet Edotia och familjen tånglöss. Inga underarter finns listade i Catalogue of Life.